# 1171
1171 (MCLXXI) fue un año común comenzado en viernes del calendario juliano.

## Acontecimientos
- Saladino termina con el califato fatimí, volviendo al dominio suní en Egipto.
- Rhys ap Gruffydd acepta negociar con Enrique II de Inglaterra.
- Se completa la construcción de la Catedral de San Sabino en Bari.
- El líder serbio Stefan Nemanja comienza su reino.
- Alfonso II de Aragón conquista Caspe y Teruel.
- Enrique II de Inglaterra, con la ayuda del rey derrocado de la provincia irlandesa de Leinster, Diarmait MacMurrough, patrocina la invasión normanda de Irlanda, iniciando 8 siglos de conflicto y guerra entre Irlanda e Inglaterra.

## Nacimientos
- 15 de agosto - Alfonso IX de León, hijo del rey Fernando II de León y de la reina Urraca de Portugal. Fue padre de Fernando III el Santo, rey de Castilla y León.
- Agnes de Francia, hija de Luis VII de Francia (d. 1240).

## Fallecimientos
- 20 de febrero - Conan IV, Duque de Britania (n. 1138).
- 8 de noviembre - Baldwin IV, Conde de Hainaut (n. 1108).
- Al-Adid, califa fatimí (n. 1160).
- Enrique de Blois, obispo de Winchester (n. 1111).
- Gleb de Kiev.
- Diarmait Mac Murchada, rey de Leinster.  (n. 1110).